# ارمو (سانتا کاتارینا)
ارمو (به پرتغالی: Ermo) یک منطقهٔ مسکونی در برزیل است که در سانتا کاتارینا واقع شده‌است. ارمو ۲٬۰۶۱ نفر جمعیت دارد.